# Patio San Basilio
 (septembre 2023).
Le Patio San Basilio, ou patio du 44 rue San Basilio, situé dans le quartier San Basilio de Cordoue, en Andalousie, est un des patios cordouans les plus représentatifs. Il héberge le siège de l'Association des Amis des Patios Cordouans et a reçu divers prix dans la catégorie d'Architecture Ancienne lors de la Fête des patios de Cordoue.

## Histoire
La maison date des XVe siècle et XVIe siècle. A l'intérieur il y a eu jusqu'à une douzaine de familles qui partageaient le bain, cuisine, lavoir, puits et autres habitations. À partir des années 1960, les familles ont commencé à chercher de nouvelles résidences avec des espaces plus privatifs. En 1974, l'Association Les Amis des Patios, créée la même année pour éviter la disparition des typiques patios cordouans, a acquis le bâtiment pour le réhabiliter et en faire son siège. L'association a abandonné un plan visant à bâtir un hôtel dans le bâtiment et a décidé de créer un marché artisanal dans la partie basse, usage qui perdure toujours.
La cour a participé à de nombreuses occasions au concours organisé par le Festival des patios de Cordoue et est arrivé à obtenir le premier prix en 1956 et 1963 et le prix d'honneur à plusieurs reprises. Après sa vente elle a cessé sa participation jusqu'à 2014, en raison du fait que le concours acceptait seulement des patios habités par des familles locales. En 2014, a été autorisé la participation à des patios d'associations ouverts toute l'année, et la cour a obtenu le prix d'honneur en 2015,.

## Structure
La cour a conservé sa forme originale d'époque islamique. Elle se structure en trois côtés sur portiques, avec des piliers de pierre et des terrasses dans la partie supérieure, également couvertes. L'escalier central est un élément caractéristique du patio, avec ses marches chaulées et ses rembardes de bois. Le dallage est toujours celui d'origine, ainsi que le puits médiéval utilisé pour extraire l'eau à usage domestique.

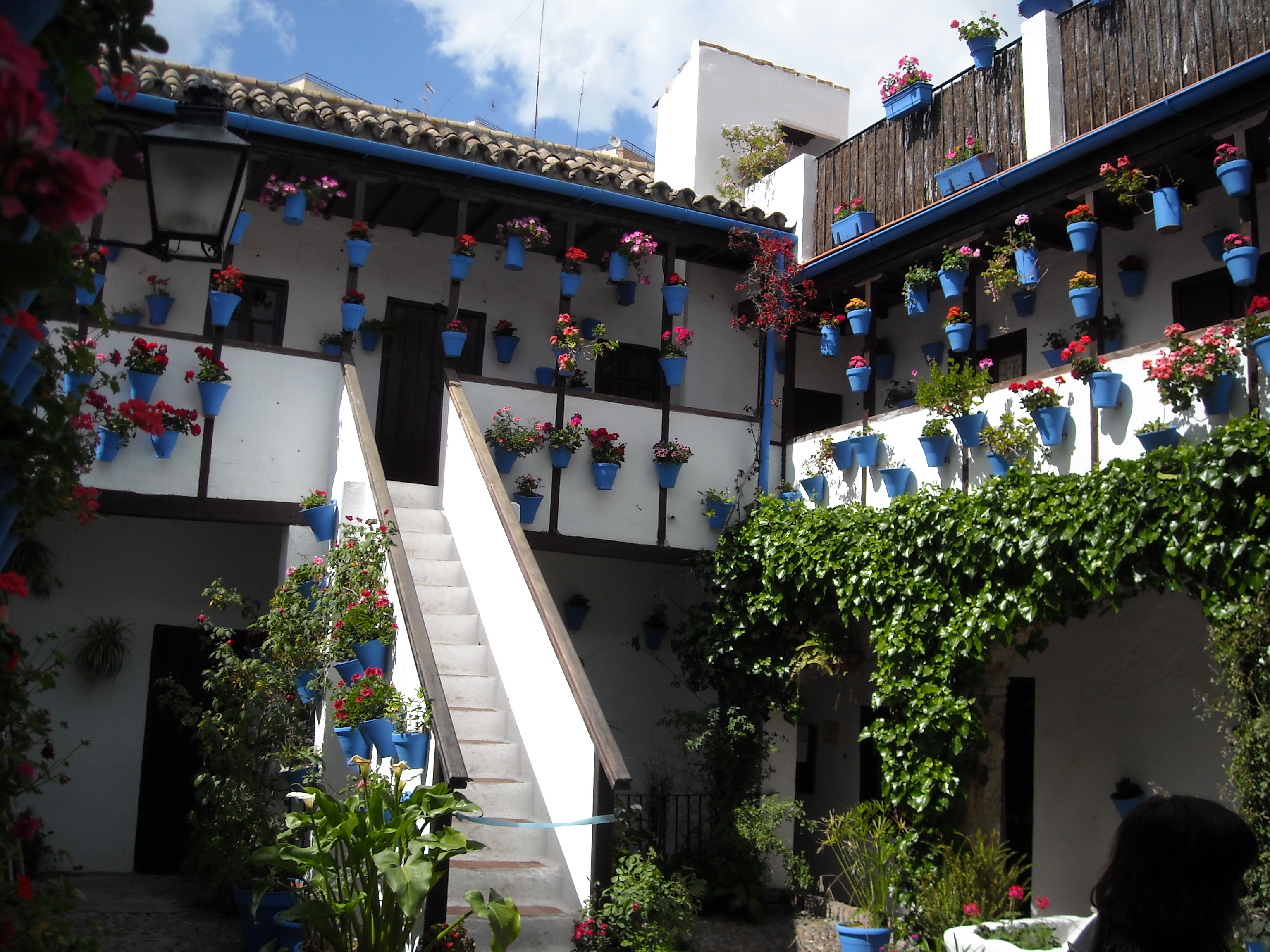
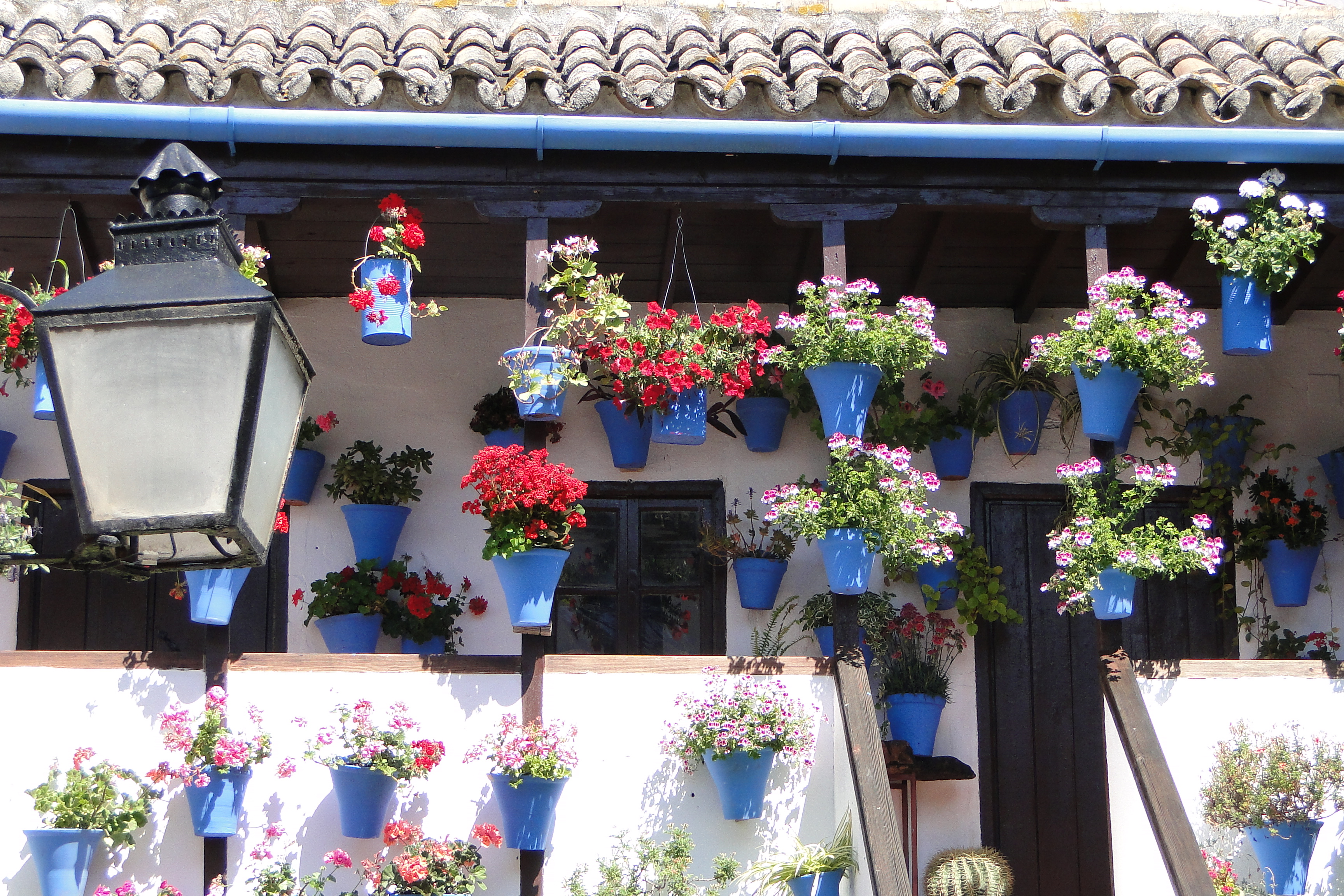
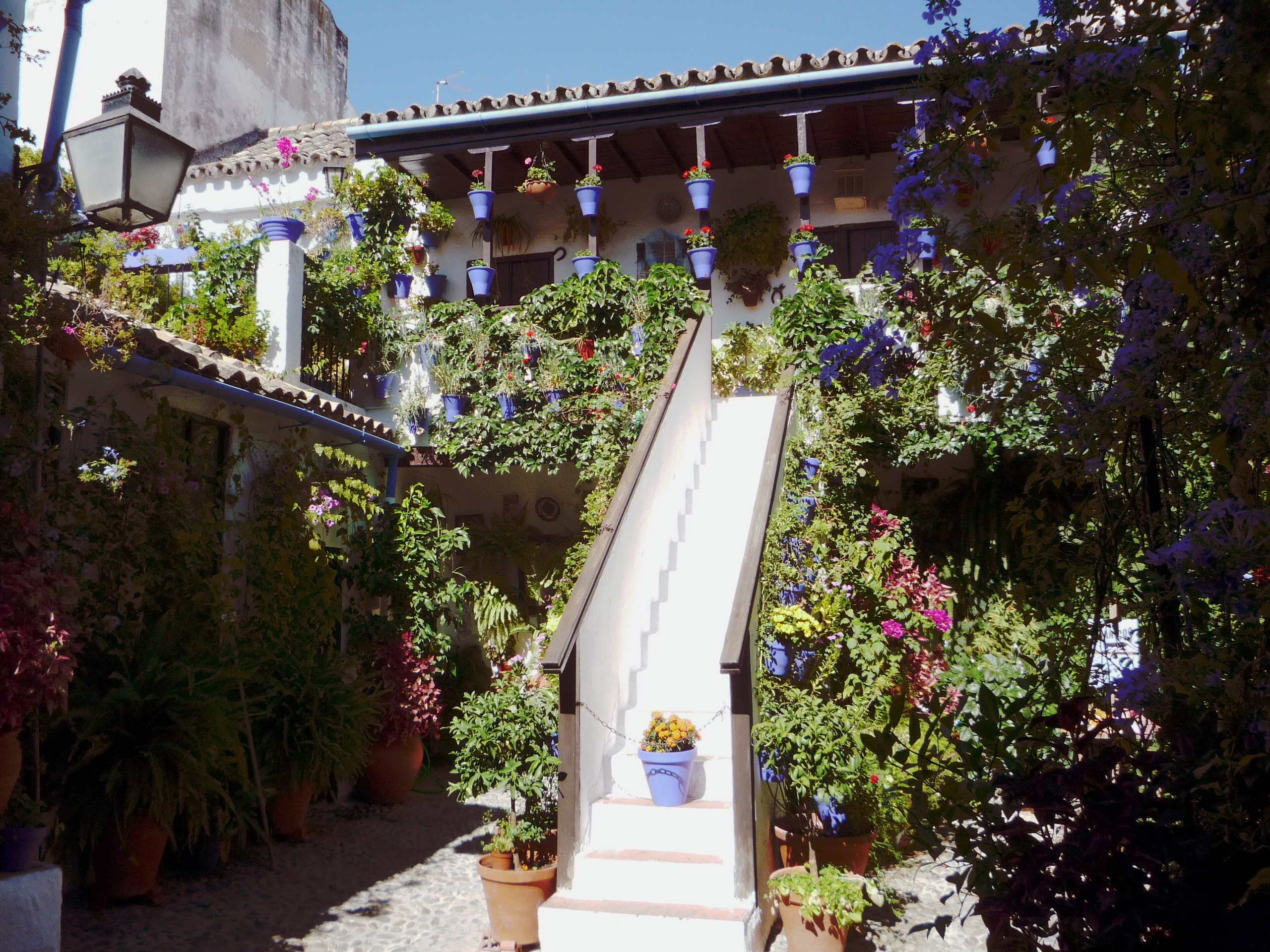

## Source de traduction
- (es) Cet article est partiellement ou en totalité issu de l’article de Wikipédia en espagnol intitulé « Patio San Basilio, 44 » (voir la liste des auteurs).